# Seznam dílů seriálu Futurama

Logo seriálu Futurama

V tomto seznamu dílů seriálu Futurama jsou díly řazeny dle jejich chronologického řazení. Pořadí dle televizního vysílání či produkčních kódů je často odlišné. Seriál Futurama je znám mimo jiné i svým nestandardním pořadím a produkcí dílů. Televizní stanicí Fox byl již zrušen, poté však znovu obnoven v podobě DVD filmů a následně se jej ujala televize Comedy Central.
Produkční kódy nesou označení 0ACV99, kde 0 je číslo řady, ACV je produkční kód pro Futuramu a 99 je číslo dílů v řadě podle produkčního pořadí. Televizní číslování má formát S00E99, kde S znamená sérii (řadu), 00 je číslo řady v televizním rozvržení, E znamená díl (epizodu) a 99 je číslo dílu v řadě podle vysílacího pořadí. Řady 6 a 7 se navíc každá dělí na sezónu A a B, takže jejich televizní značení v originále vypadá S00AE99, případně S00BE99. V Česku je značení řad jiné: filmy – šestá řada, 6A – sedmá řada, 6B – osmá řada, 7A – devátá řada, 7B – desátá řada.

## Přehled řad
| Řada | Díly         | Premiéra v USA     | Premiéra v USA     | Domovská stanice | Premiéra v ČR     | Premiéra v ČR   | TV pořadí v ČR |
| Řada | Díly         | První díl          | Poslední díl       | Domovská stanice | První díl         | Poslední díl    | TV pořadí v ČR |
| ---- | ------------ | ------------------ | ------------------ | ---------------- | ----------------- | --------------- | -------------- |
| 1    | 13           | 28. března 1999    | 14. listopadu 1999 | Fox              | 1. dubna 2009     | 13. dubna 2009  | 1–2            |
| 2    | 19           | 21. listopadu 1999 | 3. prosince 2000   | Fox              | 14. dubna 2009    | 2. května 2009  | 2–3            |
| 3    | 22           | 21. ledna 2001     | 8. prosince 2002   | Fox              | 3. května 2009    | 29. května 2009 | 3–4            |
| 4    | 18           | 10. února 2002     | 10. srpna 2003     | Fox              | 18. května 2009   | 11. června 2009 | 4–5            |
| 5    | 16 (4 filmy) | 23. března 2008    | 30. srpna 2009     | Comedy Central   | 25. srpna 2010    | 21. září 2010   | 6              |
| 6    | 13           | 24. června 2010    | 21. listopadu 2010 | Comedy Central   | 10. února 2011    | 5. května 2011  | 7              |
| 6    | 13           | 23. června 2011    | 8. září 2011       | Comedy Central   | 12. ledna 2012    | 5. dubna 2012   | 8              |
| 7    | 13           | 20. června 2012    | 29. srpna 2012     | Comedy Central   | 13. srpna 2013    | 10. září 2013   | 9              |
| 7    | 13           | 19. června 2013    | 4. září 2013       | Comedy Central   | 30. prosince 2014 | 15. ledna 2015  | 10             |
| 8    | 10           | 24. července 2023  | 25. září 2023      | Hulu             | 24. července 2023 | 25. září 2023   | 11             |
| 9    | 10           | 29. července 2024  | 30. září 2024      | Hulu             | 29. července 2024 | 30. září 2024   | 12             |

## Seznam dílů

### První řada (1999)
| Č. v seriálu | Č. v řadě | Původní název                | Český název                | Režie                         | Scénář                         | Premiéra v USA     | Premiéra v ČR  | Prod. kód | TV pořadí v ČR |
| ------------ | --------- | ---------------------------- | -------------------------- | ----------------------------- | ------------------------------ | ------------------ | -------------- | --------- | -------------- |
| 1            | 1         | Space Pilot 3000             | Vesmírný pilot 3000        | Rich Moore a Gregg Vanzo      | David X. Cohen a Matt Groening | 28. března 1999    | 1. dubna 2009  | 1ACV01    | S01E01         |
| 2            | 2         | The Series Has Landed        | Na Měsíc a dál             | Peter Avanzino                | Ken Keeler                     | 4. dubna 1999      | 2. dubna 2009  | 1ACV02    | S01E02         |
| 3            | 3         | I, Roommate                  | Nejlepší přítel robota     | Bret Haaland                  | Eric Horsted                   | 6. dubna 1999      | 3. dubna 2009  | 1ACV03    | S01E03         |
| 4            | 4         | Love's Labours Lost in Space | Marná vesmírné lásky snaha | Brian Sheesley                | Brian Kelley                   | 13. dubna 1999     | 4. dubna 2009  | 1ACV04    | S01E04         |
| 5            | 5         | Fear of a Bot Planet         | Útěk z Planety robotů      | Peter Avanzino a Carlos Baeza | Heather Lombard a Evan Gore    | 20. dubna 1999     | 5. dubna 2009  | 1ACV05    | S01E05         |
| 6            | 6         | A Fishful of Dollars         | Konzerva za všechny prachy | Ron Hughart a Gregg Vanzo     | Patric M. Verrone              | 27. dubna 1999     | 6. dubna 2009  | 1ACV06    | S01E06         |
| 7            | 7         | My Three Suns                | Má tři slunce              | Jeffrey Lynch a Kevin O'Brien | J. Stewart Burns               | 4. května 1999     | 7. dubna 2009  | 1ACV07    | S01E07         |
| 8            | 8         | A Big Piece of Garbage       | Drtivý odpad               | Susie Dietter                 | Lewis Morton                   | 11. května 1999    | 8. dubna 2009  | 1ACV08    | S01E08         |
| 9            | 9         | Hell Is Other Robots         | Peklo jsou ti druzí roboti | Rich Moore                    | Eric Kaplan                    | 18. května 1999    | 9. dubna 2009  | 1ACV09    | S01E09         |
| 10           | 10        | A Flight to Remember         | Zkáza Titanicu             | Peter Avanzino                | Eric Horsted                   | 26. září 1999      | 10. dubna 2009 | 1ACV10    | S02E01         |
| 11           | 11        | Mars University              | Marťanská univerzita       | Bret Haaland                  | J. Stewart Burns               | 3. října 1999      | 11. dubna 2009 | 1ACV11    | S02E02         |
| 12           | 12        | When Aliens Attack           | Den závislosti             | Brian Sheesley                | Ken Keeler                     | 7. listopadu 1999  | 12. dubna 2009 | 1ACV12    | S02E03         |
| 13           | 13        | Fry and the Slurm Factory    | Fry a továrna na Slurm     | Ron Hughart                   | Lewis Morton                   | 14. listopadu 1999 | 13. dubna 2009 | 1ACV13    | S02E04         |

### Druhá řada (1999–2000)
| Č. v seriálu | Č. v řadě | Původní název                            | Český název                   | Režie                     | Scénář | Premiéra v USA     | Premiéra v ČR  | Prod. kód | TV pořadí v ČR |
| --- | --------- | ---------------------------------------- | ----------------------------- | ------------------------- | --- | ------------------ | -------------- | --------- | -------------- |
| 14 | 1         | I Second That Emotion                    | Citové pouto                  | Mark Ervin                | Patric M. Verrone                                                                                           | 21. listopadu 1999 | 14. dubna 2009 | 2ACV01    | S02E05         |
| Profesor Farnsworth instaluje Benderovi emoční čip, poté, co Bender ze žárlivosti spláchne Nibblera do kanálu. S novými emocemi se Bender spolu s Fryem a Leelou vydává do podzemí obývaného mutanty zachránit Leelina milovaného mazlíčka. |           |                                          |                               |                           | |                    |                |           |                |
| 15 | 2         | Brannigan, Begin Again                   | Brannigen vrací úder          | Jeffrey Lynch             | Lewis Morton                                                                                                | 28. listopadu 1999 | 15. dubna 2009 | 2ACV02    | S02E06         |
| Kvůli zničení nového centra DOOP jsou Zapp Brannigan a Kif vyhozeni ze svého zaměstnání. Přijmou práci u Planet Expressu, kde Kif pozná respekt a Zapp iniciuje vzpouru proti Leele. |           |                                          |                               |                           | |                    |                |           |                |
| 16 | 3         | A Head in the Polls                      | Do voleb hlava nehlava        | Bret Haaland              | J. Stewart Burns                                                                                            | 12. prosince 1999  | 16. dubna 2009 | 2ACV03    | S02E07         |
| Když vzroste cena titanu, Bender prodá své na titan bohaté tělo a žije si jako boháč jen s hlavou. Ale jeho tělo koupí Nixonova hlava a použije ho při kampani na prezidenta Země a Bender se snaží získat své tělo zpět. |           |                                          |                               |                           | |                    |                |           |                |
| 17 | 4         | Xmas Story                               | První společné V. V. ce       | Peter Avanzino            | David X. Cohen                                                                                              | 19. prosince 1999  | 17. dubna 2009 | 2ACV04    | S02E08         |
| Fry se snaží sehnat perfektní dárek pro Leelu a když se mu to podaří, je ohrožován robotickým Santou Clausem, který vyhodnocuje všechny jako zlobivé. |           |                                          |                               |                           | |                    |                |           |                |
| 18 | 5         | Why Must I Be a Crustacean in Love?      | Zamilovaný korýš              | Brian Sheesley            | Eric Kaplan                                                                                                 | 6. února 2000      | 18. dubna 2009 | 2ACV05    | S02E09         |
| Probíhá období páření Decapodiánů a Zoidberg se vrací na svoji rodnou planetu aby se ho zúčastnil. Nemá ale úspěch a tak ho Fry učí jak randit. Fryovi se to podaří tak dobře, že ho chce zoidbergova vyvolená a Zoidberg ho vyzve na souboj na život nebo smrt. |           |                                          |                               |                           | |                    |                |           |                |
| 19 | 6         | The Lesser of Two Evils                  | To menší zlo                  | Chris Sauve               | Eric Horsted                                                                                                | 13. února 2000     | 20. dubna 2009 | 2ACV06    | S02E11         |
| Fry podezřívá Benderova nového přítele, robota jménem Flexo, který vypadá stejně jako Bender (až na bradku) z toho, že je to čistý ďábel. Když zmizí cenný atom Jumbonia, Fry si myslí, že ho ukradl Flexo, ale nakonec se ukáže, že atom ukradl Bender. |           |                                          |                               |                           | |                    |                |           |                |
| 20 | 7         | Put Your Head on My Shoulders            | Mám tě po krk                 | Chris Louden              | Ken Keeler                                                                                                  | 20. února 2000     | 19. dubna 2009 | 2ACV07    | S02E10         |
| Fry naváže vztah s Amy. Ale při výletu v Amyně novém autě, kdy se Fry snaží Amy vysvětlit, že se s ní rozchází, mají nehodu a jeho hlava musí být přišita na Amyno levé rameno. Blíží se však Valentýn a Amy si hledá někoho na Valentýnský večer. |           |                                          |                               |                           | |                    |                |           |                |
| 21 | 8         | Raging Bender                            | Zuřící Bender                 | Ron Hughart               | Lewis Morton                                                                                                | 27. února 2000     | 21. dubna 2009 | 2ACV08    | S02E12         |
| Bender se stane zápasníkem v Lize Nejtvrdšího Robo-Wrestlingu, ale po čase dostane nařízení, že už není pro publikum zajímavý a musí proto příští zápas prohrát. Bender požádá Leelu, aby ho trénovala, ta ale odmítne. Když však v televizi uvidí, kdo je trenér Benderova protivníka, vzpomene si na své dětství, kdy ji právě ten trenér terorizoval, kvůli tomu, že je holka. Leela tedy souhlasí a Benderovi pomůže. |           |                                          |                               |                           | |                    |                |           |                |
| 22 | 9         | A Bicyclops Built for Two                | O původu kyklopů              | Susan Dietter             | Eric Kaplan                                                                                                 | 19. března 2000    | 22. dubna 2009 | 2ACV09    | S02E13         |
| Leela potká na Internetu Alkazara, který je posledním žijícím příslušníkem její rasy ve vesmíru. Ale když Alkazar pozve Leelu zpátky na domovskou planetu, Fry objeví, že není vše jak má být. |           |                                          |                               |                           | |                    |                |           |                |
| 23 | 10        | A Clone of My Own                        | To je on, můj klon            | Rich Moore                | Patric M. Verrone                                                                                           | 2. dubna 2000      | 24. dubna 2009 | 2ACV10    | S02E15         |
| Profesor Farnsworth vyrobí svůj klon, Cuberta Farnsworthe, který se má stát jeho dědicem. Ale Cubert nechce žít jako Farnsworth, svůj názor ale změní při záchraně profesora z Hvězdy blízké Smrti. |           |                                          |                               |                           | |                    |                |           |                |
| 24 | 11        | How Hermes Requisitioned His Groove Back | Ve spárech byrokracie         | Mark Ervin                | Bill Odenkirk                                                                                               | 9. dubna 2000      | 23. dubna 2009 | 2ACV11    | S02E14         |
| Hermes propadne při kontrole z byrokratického úřadu a na jeho místo je nasazena Morgan, která se ale zamiluje do Frye. Aby Bender nemohl vyzradit její milostnou aférku, pošle jeho mozek do byrokratické centrály. |           |                                          |                               |                           | |                    |                |           |                |
| 25 | 12        | The Deep South                           | Bájné město Atlanta           | Bret Haaland              | J. Stewart Burns                                                                                            | 16. dubna 2000     | 25. dubna 2009 | 2ACV12    | S02E16         |
| Rybářský výlet společnosti Planet Express se změní vlivem jedné moc velké ryby na výlet pod hladinu oceánu, kde se Fry zamiluje do mořské víly Umbriel a objeví potopené město Atlanta. |           |                                          |                               |                           | |                    |                |           |                |
| 26 | 13        | Bender Gets Made                         | Mafián Bender                 | Peter Avanzino            | Eric Horsted                                                                                                | 30. dubna 2000     | 26. dubna 2009 | 2ACV13    | S02E17         |
| Bender vstoupí do řad Robomafie, ale jako první úkol má ukrást zásilku z lodi Planet Express. |           |                                          |                               |                           | |                    |                |           |                |
| 27 | 14        | Mother's Day                             | Den matky                     | Brian Sheesley            | Lewis Morton                                                                                                | 14. května 2000    | 28. dubna 2009 | 2ACV14    | S02E19         |
| Mamka vzbouří roboty proti lidstvu. Jedinou nadějí je její bývalý přítel - professor Farnsworth, který musí znovuobnovit romantický vztah s Mamkou v zájmu lidstva. |           |                                          |                               |                           | |                    |                |           |                |
| 28 | 15        | The Problem with Popplers                | Trable s poplíky              | Chris Sauve a Gregg Vanzo | Darin Henry a Patric M. Verrone                                                                             | 7. května 2000     | 27. dubna 2009 | 2ACV15    | S02E18         |
| Posádka objeví zajímavé jídlo na neobjevené planetě a vezme ho na Zem, kde je prodáváno v síti občerstvení Fishy Joe. Ale zjistí se, že jídlo nazývané Popplers jsou omicronianské děti, což se Omicronianům ani trochu nelíbí. |           |                                          |                               |                           | |                    |                |           |                |
| 29 | 16        | Anthology of Interest I                  | Krajně mezní příběhy I        | Chris Louden & Rich Moore | Eric Rogers (Terror at 500 Feet) Ken Keeler (Dial L for Leela) David X. Cohen (The Un-Freeze of a Lifetime) | 21. května 2000    | 29. dubna 2009 | 2ACV16    | S02E20         |
| Profesorův „Co-kdyby-tor“, zobrazí Benderovo, Leelino a Fryovo přání coby-kdyby. Bender se zeptá, jaké by to bylo, kdyby byl 500 stop vysoký, Leela kdyby byla více spontánní, a Fry co kdyby se nikdy nedostal do budoucnosti. |           |                                          |                               |                           | |                    |                |           |                |
| 30 | 17        | War is the H-Word                        | Zachraňte vojína Bendera      | Ron Hughart               | Eric Horsted                                                                                                | 26. listopadu 2000 | 1. května 2009 | 2ACV17    | S03E02         |
| Fry a Bender vstoupí kvůli slevám v obchodě do armády, avšak vzápětí je vyhlášena válka a jsou povoláni do zbraně proti balónovitým mimozemšťanům. Leela se tajně přestrojí za muže, aby mohla být s nimi a hlídat je. |           |                                          |                               |                           | |                    |                |           |                |
| 31 | 18        | The Honking                              | Kvílení autodlaků             | Susie Dietter             | Ken Keeler                                                                                                  | 5. listopadu 2000  | 30. dubna 2009 | 2ACV18    | S03E01         |
| Když umře Benderův strýc Vladimír, odkáže mu svůj hrad, pod podmínkou, že na něm první noc přespí. Na místních loukách Bendera ale přejede autodlak a tím se z něj stává také autodlak. Jediná cesta jak se zbavit prokletí je zjistit, kdo je první autodlak a zničit jej. |           |                                          |                               |                           | |                    |                |           |                |
| 32 | 19        | The Cryonic Woman                        | Jak ztratit holku za 1000 let | Mark Ervin                | J. Stewart Burns                                                                                            | 3. prosince 2000   | 2. května 2009 | 2ACV19    | S03E03         |
| Fry, Leela a Bender ztratí práci u Planet Express a musí se vrátit k jejich staré. Protože si ale promíchají čipy, Fry se stane přidělovačem zaměstnání v Ústavu aplikované kryogenie, kde potká po rozmrazení svoji přítelkyni z 20. století - Michelle. |           |                                          |                               |                           | |                    |                |           |                |

### Třetí řada (2001–2002)
| Č. v seriálu | Č. v řadě | Původní název                  | Český název                   | Režie                | Scénář | Premiéra v USA    | Premiéra v ČR   | Prod. kód | TV pořadí v ČR |
| --- | --------- | ------------------------------ | ----------------------------- | -------------------- | --- | ----------------- | --------------- | --------- | -------------- |
| 33 | 1         | Amazon Women in the Mood       | Amazonky to chtěj taky        | Brian Sheesley       | Lewis Morton                                                                                                | 4. února 2001     | 4. května 2009  | 3ACV01    | S03E05         |
| Půlrande Kifa, Amy, Zappa a Leely skončí katastrofou, když restaurace, kde mají rande ztroskotá na planetě Amazonia, obydlené obřím kmenem Amazonek. Fry, Zapp a Kif jsou odsouzeni Femputrem k smrti "snu-snu". |           |                                |                               |                      | |                   |                 |           |                |
| 34 | 2         | Parasites Lost                 | Vyhnání z Frye                | Peter Avanzino       | Eric Kaplan                                                                                                 | 21. ledna 2001    | 3. května 2009  | 3ACV02    | S03E04         |
| Fry je nakažen parazity, kteří vylepší jeho inteligenci a tělo, díky tomu se mu podaří konečně vyjádřit své city k Leele. Ostatní členové Planet Expressu se chystají na výpravu do Fryova těla, aby červy zničili. |           |                                |                               |                      | |                   |                 |           |                |
| 35 | 3         | A Tale of Two Santas           | Dva Santové tankují super     | Ron Hughart          | Bill Odenkirk                                                                                               | 16. prosince 2001 | 16. května 2009 | 3ACV03    | S04E02         |
| Mise Planet Expressu do RoboSantovy kolonie na Neptunu ho zanechá uvězněného v zamrzlém moři. Bender převezme jeho úkol a díky němu jsou Vánoce opět svátky klidu a míru. Ale je zatčen místo RoboSanty a odsouzen k trestu smrti. |           |                                |                               |                      | |                   |                 |           |                |
| 36 | 4         | The Luck of the Fryrish        | Víc neštěstí než rozumu       | Chris Louden         | Ron Weiner                                                                                                  | 11. března 2001   | 9. května 2009  | 3ACV04    | S03E10         |
| Fryovi se nic nedaří a je nešťastný. Proto se rozhodne najít svůj starý sedmilístek z 20. století, který mu vždy nosil štěstí. Na místo, kde si ho schoval nebyl a tak začal podezírat svého bratra Yancyho, který mu v dětství ukradnul všechny jeho nápady nebo věci. |           |                                |                               |                      | |                   |                 |           |                |
| 37 | 5         | The Birdbot of Ice-Catraz      | Bender mezi tučňáky           | James Purdum         | Dan Vebber                                                                                                  | 4. března 2001    | 8. května 2009  | 3ACV05    | S03E09         |
| Planet Express má doručit tanker temné hmoty do tučňáčí rezervace. Leela odmítne a dá výpověď. Bender velí lodi, havaruje a v rámci trestu - veřejně prospěšných prací v rezervaci - se ztratí mezi tučňáky. |           |                                |                               |                      | |                   |                 |           |                |
| 38 | 6         | Bendless Love                  | Láska benderovská             | Swinton O. Scott III | Eric Horsted                                                                                                | 11. února 2001    | 5. května 2009  | 3ACV06    | S03E06         |
| Bender se zamiluje do Angeliny, bývalé manželky svého bratra Flexa. Protože ji ale podezírá z nevěry, pokusí se ji svádět jako Flexo. Je tak úspěšný, že se Angelina nakonec rozhodne k Flexovi vrátit. |           |                                |                               |                      | |                   |                 |           |                |
| 39 | 7         | The Day the Earth Stood Stupid | Tahle Země není pro blbý      | Mark Ervin           | Jeff Westbrook a David X. Cohen                                                                             | 18. února 2001    | 6. května 2009  | 3ACV07    | S03E07         |
| Země je napadena super-inteligentními létajícími mozky, které zblbnou celou populaci země. Ale Nibbler vezme Leelu na svoji domovskou planetu Eternium, kde jí Nibbloniané vysvětlí, že jediný člověk je proti útoku mozků imunní - Fry. |           |                                |                               |                      | |                   |                 |           |                |
| 40 | 8         | That's Lobstertainment!        | Humrův humor                  | Bret Haaland         | Patric M. Verrone                                                                                           | 25. února 2001    | 7. května 2009  | 3ACV08    | S03E08         |
| Dr. Zoidberg požádá svého strýce, aby mu pomohl s dráhou komika. Ten ho přesvědčí, aby mu umožnil natočit nový film. Peníze nakonec za příslib Oscara poskytne Calculon. Bender a Zoidberg poté, co film naprosto propadne, musí zajistit, aby Calculon svého Oscara dostal. |           |                                |                               |                      | |                   |                 |           |                |
| 41 | 9         | The Cyber House Rules          | Tucet sirotků                 | Susie Dietter        | Lewis Morton                                                                                                | 1. dubna 2001     | 10. května 2009 | 3ACV09    | S03E11         |
| Leela se na setkání v sirotčinci znovu zamiluje do bývalého vrstevníka. Ten jí provede plastiku obličeje a vyrobí umělé oko. Bender se zatím snaží vydělat peníze na vládní podpoře pro pěstounskou péči adoptováním 12 sirotků. |           |                                |                               |                      | |                   |                 |           |                |
| 42 | 10        | Where the Buggalo Roam         | Pod kopyty bugolů             | Patty Shinagawa      | J. Stewart Burns                                                                                            | 3. března 2002    | 20. května 2009 | 3ACV10    | S04E06         |
| Amy chce představit Kifa rodičům na Marsu. Během místních oslav však tornádo odfoukne jejich Buggaly a domorodí Marťané později unesou Amy. Kif musí vše napravit, aby se zavděčil. Do věci se ovšem zaplete i kapitán Brannigan. |           |                                |                               |                      | |                   |                 |           |                |
| 43 | 11        | Insane in the Mainframe        | Roboti musejí být šílení      | Peter Avanzino       | Bill Odenkirk                                                                                               | 8. dubna 2001     | 11. května 2009 | 3ACV11    | S03E12         |
| Bender s Fryem se připletou k přepadení banky. Protože jsou považováni za pachatele, umístí je soud oba do ústavu pro choromyslné roboty. Následkem toho si Fry začne myslet, že je robot a s ostatními musí čelit útoku skutečného pachatele. |           |                                |                               |                      | |                   |                 |           |                |
| 44 | 12        | The Route of All Evil          | Juniorské mistrovství zla     | Brian Sheesley       | Dan Vebber                                                                                                  | 8. prosince 2002  | 29. května 2009 | 3ACV12    | S05E03         |
| Synové profesora Farnswortha a Herma se pokusí konkurovat svým otcům a založí vlastní roznáškovou společnost. Časem přetáhnou posádku Planet Express a nakonec koupí celou společnost. Nakonec ovšem přecení své síly a jejich otcové je musí zachránit i před nebezpečným spolužákem a jeho cholerickým otcem. Fry, Leela a Bender zatím vaří vlastní pivo.                    |           |                                |                               |                      | |                   |                 |           |                |
| 45 | 13        | Bendin' in the Wind            | Zpívání všechny chmury nahání | Ron Hughart          | Eric Horsted                                                                                                | 22. dubna 2001    | 12. května 2009 | 3ACV13    | S03E13         |
| Bender má nehodu s magnetickým otvíračem konzerv, po které se už nikdy nebude moci hýbat. Realizuje se tedy jako hráč na valchu s muzikantem Beckem a podporuje tím porouchané roboty. Fry, Leela a Zoidberg ho následují po turné v nalezené dodávce VW. |           |                                |                               |                      | |                   |                 |           |                |
| 46 | 14        | Time Keeps on Slippin'         | Tak skáče čas                 | Chris Louden         | Ken Keeler                                                                                                  | 6. května 2001    | 13. května 2009 | 3ACV14    | S03E14         |
| Mocní Globetrotteři vyzvou pozemšťany k basketbalovému zápasu. Profesor Farnsworth postaví za Zemi tým atomových monster. Aby monstra vyrostla, musí užít časové částice, čímž destabilizuje časoprostor. Tým Planet Express s Globetrottery pak musí napravit tuto chybu, zatímco Fry se snaží vzpomenout si, čím přesvědčil mezi dvěma časovými skoky Leelu, aby si ho vzala. |           |                                |                               |                      | |                   |                 |           |                |
| 47 | 15        | I Dated a Robot                | Nebezpečné roboznámosti       | James Purdum         | Eric Kaplan                                                                                                 | 13. května 2001   | 14. května 2009 | 3ACV15    | S03E15         |
| Fry se si stahne z napsteru robotickou přítelkyni Lucy Liu, přátele zachrání hlavu pravé Lucy Liu z depozitare napsteru a majitele se pomstí vygenerovaním mnoha kopii L.L., které terorizuji město. |           |                                |                               |                      | |                   |                 |           |                |
| 48 | 16        | A Leela of Her Own             | Liga výjimečných břídilů      | Swinton O. Scott III | Patric M. Verrone                                                                                           | 7. dubna 2002     | 24. května 2009 | 3ACV16    | S04E10         |
| Mimozemští přistěhovalci se pokoušejí prorazit se svou pizzou a Leela se snaží stát nejlepší a později nestát se nejhorší hráčkou blernsballu. |           |                                |                               |                      | |                   |                 |           |                |
| 49 | 17        | A Pharaoh to Remember          | Pracant egyptský              | Mark Ervin           | Ron Weiner                                                                                                  | 10. března 2002   | 21. května 2009 | 3ACV17    | S04E07         |
| Bender má dojem, že na něj nebude dostatečně vzpomínáno, až zemře. Proto když s posádkou uvízne na planetě, která okopírovala civilizaci pozemského starého Egypta, rozhodne se stát faraonem a nechá si postavit obrovskou sochu… |           |                                |                               |                      | |                   |                 |           |                |
| 50 | 18        | Anthology of Interest II       | Krajně mezní příběhy II       | Bret Haaland         | Lewis Morton (I, Meatbag) David X. Cohen (Raiders of the Lost Arcade) Jason Gorbett a Scott Kirby (Wizzin') | 6. ledna 2002     | 17. května 2009 | 3ACV18    | S04E03         |
| Profesorův „Co kdyby“ přístroj zobrazí Benderovo, Fryovo a Leelino přání coby-kdyby. Bender se dozví, co by se stalo, kdyby se stal člověkem, Fry kdyby život byl jako videohra a Leela co kdyby našla svůj pravý domov. |           |                                |                               |                      | |                   |                 |           |                |
| 51 | 19        | Roswell That Ends Well         | Rozval Roswell                | Rich Moore           | J. Stewart Burns                                                                                            | 9. prosince 2001  | 15. května 2009 | 3ACV19    | S04E01         |
| Kombinace exploze supernovy a kovu v mikrovlnce dostane loď Planet Express do roku 1947. Přistanou u Roswellu v Novém Mexiku, kde je rozbité Benderovo tělo považováno za ztroskotané UFO, Zoidberg je jako mimozemšťan zajat a zkoumán a Fry omylem zabije svého dědečka a stane se svým vlastním dědečkem.                                                                    |           |                                |                               |                      | |                   |                 |           |                |
| 52 | 20        | Godfellas                      | Božský Bender                 | Susie Dietter        | Ken Keeler                                                                                                  | 17. března 2002   | 22. května 2009 | 3ACV20    | S04E08         |
| Na Benderovi, který zmizel po útoku pirátů ve vesmíru vznikne život. |           |                                |                               |                      | |                   |                 |           |                |
| 53 | 21        | Future Stock                   | Burza bezcenných papírů       | Brian Sheesley       | Aaron Ehasz                                                                                                 | 31. března 2002   | 23. května 2009 | 3ACV21    | S04E09         |
| Při akcionářské schůzce se společnost Planet Express dostane do rukou dravého burziana z 80'let, který byl zamrazen kvůli měkkostnici, a jeho prioritou je jen dobře prodat firmu. |           |                                |                               |                      | |                   |                 |           |                |
| 54 | 22        | The 30% Iron Chef              | Železný kuchař                | Ron Hughart          | Jeff Westbrook                                                                                              | 14. dubna 2002    | 25. května 2009 | 3ACV22    | S04E11         |
| Bender se snaží stát kuchařem, ale nemá chuť. Jako učedníka ho odmítne Elzar, shoda náhod ho ale dovede k Elzarovu nepříteli- Sparkelovi. Ten ho zasvětí do tajemství chuti a předá mu tajemnou ingredienci, s níž může porazit i Elzara. |           |                                |                               |                      | |                   |                 |           |                |

### Čtvrtá řada (2002–2003)
V ČR byla tato řada rozdělena na dvě části označované jako 4. a 5. řada. 
| Č. v seriálu | Č. v řadě | Původní název                         | Český název                         | Režie                | Scénář            | Premiéra v USA     | Premiéra v ČR   | Prod. kód | TV pořadí v ČR |
| --- | --------- | ------------------------------------- | ----------------------------------- | -------------------- | ----------------- | ------------------ | --------------- | --------- | -------------- |
| 55 | 1         | Kif Gets Knocked Up a Notch           | Zbouchnutej                         | Wes Archer           | Bill Odenkirk     | 12. ledna 2003     | 31. května 2009 | 4ACV01    | S05E05         |
| Amy unese loď, aby se dostala ke Kifovi, který je právě ve službě na Nimbusu. Po setkání dojde k nehodě a při následné zdravotní prohlídce lékař zjistí že Kif je těhotný. Amy se necítí na rodičovství, ale nemají na výběr. |           |                                       |                                     |                      |                   |                    |                 |           |                |
| 56 | 2         | Leela's Homeworld                     | O původu Leely                      | Mark Ervin           | Kristin Gore      | 17. února 2002     | 19. května 2009 | 4ACV02    | S04E05         |
| Leela má opět depresi, že nezná svůj původ. S Benderem se při likvidaci toxického odpadu propadnou do podsvětí mezi mutanty, kde může zjistit pravdu o svých rodičích. |           |                                       |                                     |                      |                   |                    |                 |           |                |
| 57 | 3         | Love and Rocket                       | Valentýnská odysea                  | Brian Sheesley       | Dan Vebber        | 10. února 2002     | 18. května 2009 | 4ACV03    | S04E04         |
| Benderovi se podaří „sbalit“ vesmírnou loď. Bohužel se mu nedaří tento vášnivý vztah ukončit. |           |                                       |                                     |                      |                   |                    |                 |           |                |
| 58 | 4         | Less Than Hero                        | Temný raubíř                        | Susie Dietter        | Ron Weiner        | 2. března 2003     | 1. června 2009  | 4ACV04    | S05E06         |
| Fry a Leela se natřou krémem proti únavě, který jim dodá zázračné schopnosti. Rozhodnou se spolu s Benderem utvořit Nový tým spravedlnosti. Zároveň si Leela naplánuje setkání se svými rodiči na povrchu. Obojí plány se ale brzy zkříží. |           |                                       |                                     |                      |                   |                    |                 |           |                |
| 59 | 5         | A Taste of Freedom                    | Jak chutná svoboda                  | James Purdum         | Eric Horsted      | 22. prosince 2002  | 30. května 2009 | 4ACV05    | S05E04         |
| Zoidberg při oslavách dne svobody sní vlajku Země, aby vyjádřil svou radost nad svobodou projevu. Způsobí tím však meziplanetární konflikt. |           |                                       |                                     |                      |                   |                    |                 |           |                |
| 60 | 6         | Bender Should Not Be Allowed on TV    | Bendera by měli v televizi zakázat  | Ron Hughart          | Lewis Morton      | 3. srpna 2003      | 10. června 2009 | 4ACV06    | S05E15         |
| Bender vyhraje konkurz na místo herce v seriálu All My Circuits. Naprosto ovládne vysílání a děti převezmou jeho zlozvyky (pití, kouření, krádeže). Poté, co děti okradou i Bendera, tak začne protestovat proti svému ukazování se v televizi. |           |                                       |                                     |                      |                   |                    |                 |           |                |
| 61 | 7         | Jurassic Bark                         | Čtyři z rakety a pes                | Swinton O. Scott III | Eric Kaplan       | 17. listopadu 2002 | 28. května 2009 | 4ACV07    | S05E02         |
| Byla otevřena historická pizzerie a při prohlídce Fry objeví svého zkamenělého psa. Fry ho chce oživit pomocí klonování z jeho kmenových buněk. Díl plný vzpomínek. |           |                                       |                                     |                      |                   |                    |                 |           |                |
| 62 | 8         | Crimes of the Hot                     | Nikdo to rád horké                  | Peter Avanzino       | Aaron Ehasz       | 10. listopadu 2002 | 27. května 2009 | 4ACV08    | S05E01         |
| Na Zemi už není možno vyrovnávat teplotu, která se zvyšuje kvůli globálnímu oteplovaní. Bylo rozhodnuto, že se všichni roboti musí zničit. Profesor Farnsworth zachrání Zemi pomoci synchronizovaného vypouštění exhalaci všech robotů a odstrčením Země od Slunce čímž bude rok o týden delší. |           |                                       |                                     |                      |                   |                    |                 |           |                |
| 63 | 9         | Teenage Mutant Leela's Hurdles        | Leela běží o životy                 | Bret Haaland         | Jeff Westbrook    | 30. března 2003    | 2. června 2009  | 4ACV09    | S05E07         |
| Posádka Planet Express se rozhodne přinutit profesora Farnswortha podrobit se omlazovací kúře. Všichni spadnou do nádrže s dehtem a všichni se omladí. Pak bojuji proti postupujícímu mládnutí. |           |                                       |                                     |                      |                   |                    |                 |           |                |
| 64 | 10        | The Why of Fry                        | Fryův smysl života                  | Wes Archer           | David X. Cohen    | 6. dubna 2003      | 3. června 2009  | 4ACV10    | S05E08         |
| Fry v tomto díle zjistí, že jeho cesta do budoucnosti nebyla náhodná, ale že ho tam dostal Diblík kvůli tomu, že je jediný, kdo dokáže zachránit vesmír před invazí mozkounů, jelikož má na rozdíl od ostatních lidí jeden zmutovaný gen (protože je svým vlastním dědečkem) a je tím pádem proti jejich útoku imunní. S Diblíkem se vydají na Eternium, odkud ho vyšlou do obřího mozku, který nahrává všechny lidské informace. Fry tento mozek zničí a vesmír je zachráněn. |           |                                       |                                     |                      |                   |                    |                 |           |                |
| 65 | 11        | Where No Fan Has Gone Before          | Kam se dosud žádný fanoušek nevydal | Patty Shinagawa      | David A. Goodman  | 21. dubna 2002     | 26. května 2009 | 4ACV11    | S04E12         |
| Fry se dostal na planetu, kde jsou drženi herci Star Treku nějakou neznámou inteligenci - jejich fanouškem. |           |                                       |                                     |                      |                   |                    |                 |           |                |
| 66 | 12        | The Sting                             | Žihadlo                             | Brian Sheesley       | Patric M. Verrone | 1. června 2003     | 4. června 2009  | 4ACV12    | S05E09         |
| Posádka je vyslána, aby získala med vesmírných včel. Při této misi už jedná Farnsworthova posádka zahynula. Leela si vezme jednu „malou“ včelu do lodi, ta se ale vzbudí a chce probodnout Leelu. Fry se ale postaví před Leelu a ta jej propíchne. |           |                                       |                                     |                      |                   |                    |                 |           |                |
| 67 | 13        | Bend Her                              | Benderové nepláčou                  | James Purdum         | Michael Rowe      | 20. července 2003  | 8. června 2009  | 4ACV13    | S05E13         |
| Kvůli tomu, aby Bender vyhrál pět zlatých olympijských medailí, si klidně nechá změnit pohlaví. V jedné televizní show ho Calculon pozve na rande a zanedlouho si ho bude chtít i vzít. |           |                                       |                                     |                      |                   |                    |                 |           |                |
| 68 | 14        | Obsoletely Fabulous                   | Ztraceno v upgradu                  | Dwayne Carey-Hill    | Dan Vebber        | 27. července 2003  | 9. června 2009  | 4ACV14    | S05E14         |
| Lidé z firmy Planet Express jdou na největší světovou výstavu robotů Roboticon 3003, kde Maminka představila robota 1-X, který zahanbi všechny předchozí modely. Bender žárli a tak musí dostat upgrade, aby 1-X snesl. |           |                                       |                                     |                      |                   |                    |                 |           |                |
| 69 | 15        | The Farnsworth Parabox                | Krabice do neznáma                  | Ron Hughart          | Bill Odenkirk     | 8. června 2003     | 5. června 2009  | 4ACV15    | S05E10         |
| Profesor Farnsworth vynalezl tak hroznou věc, že ji chce nechat hodit do Slunce. Leela otevřela krabici a nic tam neviděla, až do ní spadla. Byl to paralelní vesmír, který se liší jenom v házení mincí. |           |                                       |                                     |                      |                   |                    |                 |           |                |
| 70 | 16        | Three Hundred Big Boys                | Tři sta babek                       | Swinton O. Scott III | Eric Kaplan       | 15. června 2003    | 6. června 2009  | 4ACV16    | S05E11         |
| Prezident Země vyplatí 300 babek každému poplatníkovi. Každý si je užije. Fry se rozhodl, že si za všechny peníze bude kupovat jen kafé, Zoidberg neví, ale chce si žít jako boháč, Bender si za to koupí zlodějskou výbavu. |           |                                       |                                     |                      |                   |                    |                 |           |                |
| 71 | 17        | Spanish Fry                           | Afryodisiakum                       | Peter Avanzino       | Ron Weiner        | 13. července 2003  | 7. června 2009  | 4ACV17    | S05E12         |
| V tomto díle je Fry unesen a zbaven nosu, posádka Planet Express poté vystopuje mimozemšťana, který lidské nosy používá jako afrodiziakum, posádce se však podaří všechny nosy vrátit jejich vlastníkům. |           |                                       |                                     |                      |                   |                    |                 |           |                |
| 72 | 18        | The Devil's Hands are Idle Playthings | Smlouva s roboďáblem                | Bret Haaland         | Ken Keeler        | 10. srpna 2003     | 11. června 2009 | 4ACV18    | S05E16         |
| Fry uzavře smlouvu s ďábelským robotem a vymění si ruce. Fry se hned naučil hrát na holophoner a podařilo se mu složit operu. Při premiéře opery ale Leela ohluchla. |           |                                       |                                     |                      |                   |                    |                 |           |                |

### Pátá řada (2008–2009)
Televize Comedy Central vysílala 5. řadu Futuramy v letech 2008 a 2009. Čtyři filmy (Futurama: Benderovo parádní terno, Futurama: Milion a jedno chapadlo, Futurama: Benderova hra a Futurama: Fialový trpaslík), které byly původně vydány přímo na DVD, byly rozděleny, každý do 4 dílů. Celkem bylo tedy vysíláno 16 dílů. V ČR je tato řada televizí Prima Cool označována jako 6. řada a byla odvysílána v roce 2010.
| Č. v seriálu | Č. v řadě | Původní název                           | Český název                 | Režie             | Scénář                        | Premiéra v USA  | Premiéra v ČR  | Prod. kód | TV pořadí v ČR |
| ------------ | --------- | --------------------------------------- | --------------------------- | ----------------- | ----------------------------- | --------------- | -------------- | --------- | -------------- |
| 73           | 1         | Bender's Big Score (Part 1)             | Benderovo parádní terno 1/4 | Dwayne Carey-Hill | Ken Keeler a David X. Cohen   | 23. března 2008 | 25. srpna 2010 | 5ACV01    | S06E01         |
| 74           | 2         | Bender's Big Score (Part 2)             | Benderovo parádní terno 2/4 | Dwayne Carey-Hill | Ken Keeler a David X. Cohen   | 23. března 2008 | 26. srpna 2010 | 5ACV02    | S06E02         |
| 75           | 3         | Bender's Big Score (Part 3)             | Benderovo parádní terno 3/4 | Dwayne Carey-Hill | Ken Keeler a David X. Cohen   | 23. března 2008 | 30. srpna 2010 | 5ACV03    | S06E03         |
| 76           | 4         | Bender's Big Score (Part 4)             | Benderovo parádní terno 4/4 | Dwayne Carey-Hill | Ken Keeler a David X. Cohen   | 23. března 2008 | 31. srpna 2010 | 5ACV04    | S06E04         |
| 77           | 5         | The Beast with a Billion Backs (Part 1) | Milion a jedno chapadlo 1/4 | Peter Avanzino    | Ken Keeler a David X. Cohen   | 19. října 2008  | 1. září 2010   | 5ACV05    | S06E05         |
| 78           | 6         | The Beast with a Billion Backs (Part 2) | Milion a jedno chapadlo 2/4 | Peter Avanzino    | Ken Keeler a David X. Cohen   | 19. října 2008  | 2. září 2010   | 5ACV06    | S06E06         |
| 79           | 7         | The Beast with a Billion Backs (Part 3) | Milion a jedno chapadlo 3/4 | Peter Avanzino    | Ken Keeler a David X. Cohen   | 19. října 2008  | 6. září 2010   | 5ACV07    | S06E07         |
| 80           | 8         | The Beast with a Billion Backs (Part 4) | Milion a jedno chapadlo 4/4 | Peter Avanzino    | Ken Keeler a David X. Cohen   | 19. října 2008  | 7. září 2010   | 5ACV08    | S06E08         |
| 81           | 9         | Bender's Game (Part 1)                  | Benderova hra 1/4           | Dwayne Carey-Hill | Eric Horsted a David X. Cohen | 26. dubna 2009  | 8. září 2010   | 5ACV09    | S06E09         |
| 82           | 10        | Bender's Game (Part 2)                  | Benderova hra 2/4           | Dwayne Carey-Hill | Eric Horsted a David X. Cohen | 26. dubna 2009  | 9. září 2010   | 5ACV10    | S06E10         |
| 83           | 11        | Bender's Game (Part 3)                  | Benderova hra 3/4           | Dwayne Carey-Hill | Eric Horsted a David X. Cohen | 26. dubna 2009  | 13. září 2010  | 5ACV11    | S06E11         |
| 84           | 12        | Bender's Game (Part 4)                  | Benderova hra 4/4           | Dwayne Carey-Hill | Eric Horsted a David X. Cohen | 26. dubna 2009  | 14. září 2010  | 5ACV12    | S06E12         |
| 85           | 13        | Into the Wild Green Yonder (Part 1)     | Fialový trpaslík 1/4        | Peter Avanzino    | Ken Keeler a David X. Cohen   | 30. srpna 2009  | 15. září 2010  | 5ACV13    | S06E13         |
| 86           | 14        | Into the Wild Green Yonder (Part 2)     | Fialový trpaslík 2/4        | Peter Avanzino    | Ken Keeler                    | 30. srpna 2009  | 16. září 2010  | 5ACV14    | S06E14         |
| 87           | 15        | Into the Wild Green Yonder (Part 3)     | Fialový trpaslík 3/4        | Peter Avanzino    | Ken Keeler                    | 30. srpna 2009  | 20. září 2010  | 5ACV15    | S06E15         |
| 88           | 16        | Into the Wild Green Yonder (Part 4)     | Fialový trpaslík 4/4        | Peter Avanzino    | Ken Keeler a David X. Cohen   | 30. srpna 2009  | 21. září 2010  | 5ACV16    | S06E16         |

### Šestá řada (2010–2011)
V produkčním pořadí šestá řada Futuramy obsahuje netradičně 26 dílů. Televize Comedy Central totiž objednala rovnou 26 dílů, které však vysílala ve dvou po sobě následujících řadách. Každá z těchto „půlsérií“ tedy obsahuje 13 dílů, pro jednu řadu Futuramy typických. Pro odlišení se řady označují jako S06AE00 a S06BE00, tedy A pro řadu 2010 a B pro řadu 2011.

#### První část (2010)
Stanice Comedy Central odvysílala 12 dílů řady 6A během léta 2010 a v listopadu měl premiéru vánoční (a nekanonický) speciál. V ČR je tato část televizí Prima Cool označována jako 7. řada a byla odvysílána v roce 2011.
| Č. v seriálu | Č. v řadě | Původní název                    | Český název               | Režie                    | Scénář                          | Premiéra v USA     | Premiéra v ČR   | Prod. kód | TV pořadí v ČR |
| ------------ | --------- | -------------------------------- | ------------------------- | ------------------------ | ------------------------------- | ------------------ | --------------- | --------- | -------------- |
| 89           | 1         | Rebirth                          | Znovuzrození              | Frank Marino             | David X. Cohen a Matt Groening  | 24. června 2010    | 10. února 2011  | 6ACV01    | S07E01         |
| 90           | 2         | In-A-Gadda-Da-Leela              | Adam a Leela              | Dwayne Carey-Hill        | Carolyn Premish a Matt Groening | 24. června 2010    | 17. února 2011  | 6ACV02    | S07E02         |
| 91           | 3         | Attack of the Killer App         | Krutá aplikace            | Stephen Sandoval         | Patric M. Verrone               | 1. července 2010   | 24. února 2011  | 6ACV03    | S07E03         |
| 92           | 4         | Proposition Infinity             | Návrh Nekonečno           | Crystal Chesney-Thompson | Michael Rowe                    | 8. července 2010   | 3. března 2011  | 6ACV04    | S07E04         |
| 93           | 5         | The Duh-Vinci Code               | Šifra mistra Blbonarda    | Raymie Muzquiz           | Maiya Williams                  | 15. července 2010  | 10. března 2011 | 6ACV05    | S07E05         |
| 94           | 6         | Lethal Inspection                | Číslo pět nežije          | Ray Claffey              | Eric Horsted                    | 22. července 2010  | 17. března 2011 | 6ACV06    | S07E06         |
| 95           | 7         | The Late Philip J. Fry           | Lepší později než pozdě   | Peter Avanzino           | Lewis Morton                    | 29. července 2010  | 24. března 2011 | 6ACV07    | S07E07         |
| 96           | 8         | That Darn Katz!                  | Černý Diblík, bílý kocour | Frank Marino             | Josh Weinstein                  | 5. srpna 2010      | 31. března 2011 | 6ACV08    | S07E08         |
| 97           | 9         | A Clockwork Origin               | Přírobověda               | Dwayne Carey-Hill        | Dan Vebber                      | 12. srpna 2010     | 7. dubna 2011   | 6ACV09    | S07E09         |
| 98           | 10        | The Prisoner of Benda            | Tělo mého přítele         | Stephen Sandoval         | Ken Keeler                      | 19. srpna 2010     | 14. dubna 2011  | 6ACV10    | S07E10         |
| 99           | 11        | Lrrreconcilable Ndndifferences   | Ndndsmiřitelné Lrrrozdíly | Crystal Chesney-Thompson | Patric M. Verrone               | 26. srpna 2010     | 21. dubna 2011  | 6ACV11    | S07E11         |
| 100          | 12        | The Mutants Are Revolting        | Mutanti se bouří          | Raymie Muzquiz           | Eric Horsted                    | 2. září 2010       | 28. dubna 2011  | 6ACV12    | S07E12         |
| 101          | 13        | The Futurama Holiday Spectacular | Sváteční spektákl         | Ray Claffey              | Michael Rowe                    | 21. listopadu 2010 | 5. května 2011  | 6ACV13    | S07E13         |

#### Druhá část (2011)
Druhá část šesté řady (6B) měla na stanici Comedy Central premiéru během léta 2011. V ČR je televizí Prima Cool označována jako 8. řada a byla odvysílána v roce 2012.
| Č. v seriálu | Č. v řadě | Původní název             | Český název             | Režie                    | Scénář            | Premiéra v USA    | Premiéra v ČR   | Prod. kód | TV pořadí v ČR |
| ------------ | --------- | ------------------------- | ----------------------- | ------------------------ | ----------------- | ----------------- | --------------- | --------- | -------------- |
| 102          | 1         | The Silence of the Clamps | Mlčení cvakátek         | Frank Marino             | Eric Rogers       | 14. července 2011 | 9. února 2012   | 6ACV14    | S08E05         |
| 103          | 2         | Möbius Dick               | Möbius Dick             | Dwayne Carey-Hill        | Dan Vebber        | 4. srpna 2011     | 1. března 2012  | 6ACV15    | S08E08         |
| 104          | 3         | Law and Oracle            | Fryority Report         | Stephen Sandoval         | Josh Weinstein    | 7. července 2011  | 2. února 2012   | 6ACV16    | S08E04         |
| 105          | 4         | Benderama                 | Benderama               | Crystal Chesney-Thompson | Aaron Ehasz       | 23. června 2011   | 19. ledna 2012  | 6ACV17    | S08E02         |
| 106          | 5         | The Tip of the Zoidberg   | Léčba Zoidbergem        | Raymie Muzquiz           | Ken Keeler        | 18. srpna 2011    | 15. března 2012 | 6ACV18    | S08E10         |
| 107          | 6         | Ghost in the Machines     | Krotitelé roboduchů     | Ray Claffey              | Patric M. Verrone | 30. června 2011   | 26. ledna 2012  | 6ACV19    | S08E03         |
| 108          | 7         | Neutopia                  | Neutopie                | Edmund Fong              | J. Stewart Burns  | 23. června 2011   | 12. ledna 2012  | 6ACV20    | S08E01         |
| 109          | 8         | Yo Leela Leela            | Malý kabelový kabaret   | Frank Marino             | Eric Horsted      | 21. července 2011 | 16. února 2012  | 6ACV21    | S08E06         |
| 110          | 9         | Fry am the Egg Man        | Jedno vejce do skla     | Dwayne Carey-Hill        | Michael Rowe      | 11. srpna 2011    | 8. března 2012  | 6ACV22    | S08E09         |
| 111          | 10        | All the Presidents' Heads | Čest rodiny Farnsworthů | Stephen Sandoval         | Josh Weinstein    | 28. července 2011 | 23. února 2012  | 6ACV23    | S08E07         |
| 112          | 11        | Cold Warriors             | Bojovníci s rýmou       | Crystal Chesney-Thompson | Dan Vebber        | 25. srpna 2011    | 22. března 2012 | 6ACV24    | S08E11         |
| 113          | 12        | Overclockwise             | Rychlé čipy             | Raymie Muzquiz           | Ken Keeler        | 1. září 2011      | 29. března 2012 | 6ACV25    | S08E12         |
| 114          | 13        | Reincarnation             | Reinkarnace             | Peter Avanzino           | Aaron Ehasz       | 8. září 2011      | 5. dubna 2012   | 6ACV26    | S08E13         |

### Sedmá řada (2012–2013)
V produkčním pořadí sedmou řadu Futuramy v USA vysílala stanice Comedy Central od června roku 2012. Stejně jako u předchozí řady byla odvysílána po 26 dílech ve dvou obdobích: řada 7A v roce 2012 a řada 7B v roce 2013.

#### První část (2012)
Stanice Comedy Central odvysílala 13 dílů v létě roku 2012. V ČR je televizí Prima Cool označována jako 9. řada a byla odvysílána v roce 2013.
| Č. v seriálu | Č. v řadě | Původní název              | Český název              | Režie                    | Scénář                                         | Premiéra v USA    | Premiéra v ČR  | Prod. kód | TV pořadí v ČR |
| ------------ | --------- | -------------------------- | ------------------------ | ------------------------ | ---------------------------------------------- | ----------------- | -------------- | --------- | -------------- |
| 115          | 1         | The Bots and the Bees      | Sexuální praktiky robotů | Stephen Sandoval         | Eric Horsted                                   | 20. června 2012   | 13. srpna 2013 | 7ACV01    | S09E01         |
| 116          | 2         | A Farewell to Arms         | Chyť mě za ruku          | Raymie Muzquiz           | Josh Weinstein                                 | 20. června 2012   | 14. srpna 2013 | 7ACV02    | S09E02         |
| 117          | 3         | Decision 3012              | Narodím se zítra         | Dwayne Carey-Hill        | Patric M. Verrone                              | 27. června 2012   | 15. srpna 2013 | 7ACV03    | S09E03         |
| 118          | 4         | The Thief of Baghead       | Zloděj na pytel          | Edmund Fong              | Dan Vebber                                     | 4. července 2012  | 19. srpna 2013 | 7ACV04    | S09E04         |
| 119          | 5         | Zapp Dingbat               | Rozvod po mutantsku      | Frank Marino             | Eric Rogers                                    | 11. července 2012 | 22. srpna 2013 | 7ACV05    | S09E05         |
| 120          | 6         | The Butterjunk Effect      | Ostudový dotek           | Crystal Chesney-Thompson | Michael Rowe                                   | 18. července 2012 | 26. srpna 2013 | 7ACV06    | S09E06         |
| 121          | 7         | The Six Million Dollar Mon | V boji proti stroji      | Peter Avanzino           | Ken Keeler                                     | 25. července 2012 | 29. srpna 2013 | 7ACV07    | S09E07         |
| 122          | 8         | Fun on a Bun               | Tenkrát na Oktoberfestu  | Stephen Sandoval         | Dan Vebber                                     | 1. srpna 2012     | 2. září 2013   | 7ACV08    | S09E08         |
| 123          | 9         | Free Will Hunting          | Honba za svobodnou vůlí  | Raymie Muzquiz           | David X. Cohen                                 | 8. srpna 2012     | 3. září 2013   | 7ACV09    | S09E09         |
| 124          | 10        | Near-Death Wish            | Skoro poslední přání     | Lance Kramer             | Eric Horsted                                   | 15. srpna 2012    | 4. září 2013   | 7ACV10    | S09E10         |
| 125          | 11        | 31st Century Fox           | Hon na robolišku         | Edmund Fong              | Patric M. Verrone                              | 29. srpna 2012    | 9. září 2013   | 7ACV11    | S09E12         |
| 126          | 12        | Viva Mars Vegas            | Viva Mars Vegas          | Frank Marino             | Josh Weinstein                                 | 22. srpna 2012    | 5. září 2013   | 7ACV12    | S09E11         |
| 127          | 13        | Naturama                   | Přírodňárna              | Crystal Chesney-Thompson | Eric Rogers, Michael Saikin, Neil Mukhopadhyay | 29. srpna 2012    | 10. září 2013  | 7ACV13    | S09E13         |

#### Druhá část (2013)
Druhá polovina sedmé produkční řady se vysílala v létě 2013 a obsahovala dalších 13 dílů. V Česku byla odvysílána televizní stanicí Prima Cool jako 10. řada na začátku roku 2015.
| Č. v seriálu | Č. v řadě | Původní název                | Český název               | Režie                    | Scénář            | Premiéra v USA    | Premiéra v ČR     | Prod. kód | TV pořadí v ČR |
| ------------ | --------- | ---------------------------- | ------------------------- | ------------------------ | ----------------- | ----------------- | ----------------- | --------- | -------------- |
| 128          | 1         | Forty Percent Leadbelly      | Píseň železničáře         | Stephen Sandoval         | Ken Keeler        | 3. července 2013  | 2. ledna 2015     | 7ACV14    | S10E04         |
| 129          | 2         | 2-D Blacktop                 | Rychle a zploštile        | Raymie Muzquiz           | Michael Rowe      | 19. června 2013   | 30. prosince 2014 | 7ACV15    | S10E01         |
| 130          | 3         | T.: The Terrestrial          | Tydýt mimozemšťan         | Lance Kramer             | Josh Weinstein    | 26. června 2013   | 1. ledna 2015     | 7ACV16    | S10E03         |
| 131          | 4         | Fry and Leela's Big Fling    | Opičí úlet                | Edmund Fong              | Eric Rogers       | 19. června 2013   | 31. prosince 2014 | 7ACV17    | S10E02         |
| 132          | 5         | The Inhuman Torch            | Hrátky s ohněm            | Frank Marino             | Dan Vebber        | 10. července 2013 | 5. ledna 2015     | 7ACV18    | S10E05         |
| 133          | 6         | Saturday Morning Fun Pit     | Sobotní zábavné dopoledne | Crystal Chesney-Thompson | Patric M. Verrone | 17. července 2013 | 6. ledna 2015     | 7ACV19    | S10E06         |
| 134          | 7         | Calculon 2.0                 | Kalkulon 2.0              | Stephen Sandoval         | Lewis Morton      | 24. července 2013 | 7. ledna 2015     | 7ACV20    | S10E07         |
| 135          | 8         | Assie Come Home              | Zadečku, vrať se          | Raymie Muzquiz           | Maiya Williams    | 31. července 2013 | 8. ledna 2015     | 7ACV21    | S10E08         |
| 136          | 9         | Leela and the Genestalk      | Genům navzdory            | Lance Kramer             | Eric Horsted      | 7. srpna 2013     | 9. ledna 2015     | 7ACV22    | S10E09         |
| 137          | 10        | Game of Tones                | Hra o tóny                | Edmund Fong              | Michael Rowe      | 14. srpna 2013    | 12. ledna 2015    | 7ACV23    | S10E10         |
| 138          | 11        | Murder on the Planet Express | Vražda v Planet Expressu  | Frank Marino             | Lewis Morton      | 21. srpna 2013    | 13. ledna 2015    | 7ACV24    | S10E11         |
| 139          | 12        | Stench and Stenchibility     | Rozum a čich              | Crystal Chesney-Thompson | Eric Horsted      | 28. srpna 2013    | 14. ledna 2015    | 7ACV25    | S10E12         |
| 140          | 13        | Meanwhile                    | Mezitím                   | Peter Avanzino           | Ken Keeler        | 4. září 2013      | 15. ledna 2015    | 7ACV26    | S10E13         |

### Osmá řada (2023)
Osmá řada má premiéru 24. července 2023 na streamovací službě Hulu; další díly jsou vydávány v týdenním intervalu až do 25. září. V téže době a ve stejném pořadí jsou díly zveřejňovány v Česku na službě Disney+.
| Č. v seriálu | Č. v řadě | Původní název                  | Český název                                   | Režie                    | Scénář                   | Premiéra na Hulu  | Prod. kód | TV pořadí v ČR |
| --- | --------- | ------------------------------ | --------------------------------------------- | ------------------------ | ------------------------ | ----------------- | --------- | -------------- |
| 141 | 1         | The Impossible Stream          | Příval seriálů                                | Peter Avanzino           | Patric M. Verrone        | 24. července 2023 | 8ACV01    | S11E01         |
| Fry riskuje trvalou nepříčetnost, když se pokusí chvatně sledovat každý televizní pořad, který kdy byl natočen. |           |                                |                                               |                          |                          |                   |           |                |
| 142 | 2         | Children of a Lesser Bog       | Bahnem zapomenuté děti                        | Edmund Fong              | Eric Horsted             | 31. července 2023 | 8ACV02    | S11E02         |
| Amyiny a Kiffovy děti se vynoří z mimozemské bažiny.                                                            |           |                                |                                               |                          |                          |                   |           |                |
| 143 | 3         | How the West Was 1010001       | Divoký bitcoinový západ                       | James Kim                | Nona di Spargement       | 7. srpna 2023     | 8ACV03    | S11E03         |
| Bender a posádka míří na západ, aby se připojili k těžbě bitcoinů.                                              |           |                                |                                               |                          |                          |                   |           |                |
| 144 | 4         | Parasites Regained             | Cesta k parazitům                             | Corey Barnes             | Maiya Williams           | 14. srpna 2023    | 8ACV04    | S11E04         |
| Poté, co Nibbler onemocní, posádka se scvrkne na nebezpečnou misi do pouštního světa v jeho odpadkovém boxu.    |           |                                |                                               |                          |                          |                   |           |                |
| 145 | 5         | Related to Items You've Viewed | Produkty související s prohlíženými položkami | Andrew Han               | David A. Goodman         | 21. srpna 2023    | 8ACV05    | S11E05         |
| Bender odhaluje tajemství obrovské korporace Momazon.                                                           |           |                                |                                               |                          |                          |                   |           |                |
| 146 | 6         | I Know What You Did Next Xmas  | Tajemství příštích Vánoc                      | Crystal Chesney-Thompson | Ariel Ladensohn          | 28. srpna 2023    | 8ACV06    | S11E06         |
| 147 | 7         | Rage Against the Vaccine       | Zkrocení zlé pandemie                         | Edmund Fong              | Cody Ziglar              | 4. září 2023      | 8ACV07    | S11E07         |
| 148 | 8         | Zapp Gets Cancelled            | Zapp musí jít z kola ven                      | James Kim                | Shirin Najafi            | 11. září 2023     | 8ACV08    | S11E08         |
| 149 | 9         | The Prince and the Product     | Jak jsem se stal hračkou                      | Corey Barnes             | Ari Kaplan a Eric Kaplan | 18. září 2023     | 8ACV09    | S11E09         |
| 150 | 10        | All the Way Down               | Až na dno                                     | Ira Sherak               | David X. Cohen           | 25. září 2023     | 8ACV10    | S11E10         |

### Devátá řada (2024)
| Č. v seriálu | Č. v řadě | Původní název                     | Český název                         | Režie                    | Scénář                                           | Premiéra na Hulu  | Prod. kód | TV pořadí v ČR |
| ------------ | --------- | --------------------------------- | ----------------------------------- | ------------------------ | ------------------------------------------------ | ----------------- | --------- | -------------- |
| 151          | 1         | The One Amigo                     | Jediný amigo                        | Andrew Han               | Eric Horsted                                     | 29. července 2024 | 9ACV01    | S12E01         |
| 152          | 2         | Quids Game                        | Smrtící hra                         | Crystal Chesney-Thompson | Cody Ziglar                                      | 5. srpna 2024     | 9ACV02    | S12E02         |
| 153          | 3         | The Temp                          | Záskok                              | Edmund Fong              | David A. Goodman                                 | 12. srpna 2024    | 9ACV03    | S12E03         |
| 154          | 4         | Beauty and the Bug                | Kráska a brouk                      | Corey Barnes             | Patric M. Verrone                                | 19. srpna 2024    | 9ACV04    | S12E04         |
| 155          | 5         | One Is Silicon and the Other Gold | Jeden je z křemíku a druhý ze zlata | Ira Sherak               | Maiya Williams                                   | 26. srpna 2024    | 9ACV05    | S12E05         |
| 156          | 6         | Attack of the Clothes             | Rychlá móda útočí                   | Andrew Han               | Ariel Ladensohn                                  | 2. září 2024      | 9ACV06    | S12E06         |
| 157          | 7         | Planet Espresso                   | Planeta Espresso                    | Crystal Chesney-Thompson | Bill Odenkirk                                    | 9. září 2024      | 9ACV07    | S12E07         |
| 158          | 8         | Cuteness Overlord                 | Následky roztomilosti               | Edmund Fong              | Kristin Gore                                     | 16. září 2024     | 9ACV08    | S12E08         |
| 159          | 9         | The Futurama Mystery Liberry      | Futurama s detektivním nádechem     | Corey Barnes             | David X. Cohen, Jeanette Lim a Patric M. Verrone | 23. září 2024     | 9ACV09    | S12E09         |
| 160          | 10        | Otherwise                         | Jinak                               | Ira Sherak               | Nona di Spargement                               | 30. září 2024     | 9ACV10    | S12E10         |

## Speciály
| Původní název                | Český název                      |
| ---------------------------- | -------------------------------- |
| Everybody Loves Hypnotoad    | Hypnožábu má každý rád           |
| Futurama: The Lost Adventure | Futurama: Ztracené dobrodružství |

Za další speciální díl Futuramy lze považovat propojení seriálu Simpsonovi s Futuramou – 6. díl 26. série s názvem Simpsorama. Vyskytuje se zde celá posádka Planet Expressu, namluvená původními dabéry Leely, Bendera, Profesora, Frye i Zoidberga. Tento díl byl odvysílán po posledním dílu 7. řady Futuramy Mezitím.